# Humørikon
Et humørikon engelsk: emoticon er et grafisk stiliseret tegn, et enkelt piktogram der med nogle få sammensatte tegn mere eller mindre let kan fortolkes som ansigtudtryk. Fra email-tidens begyndelse og til i dag har den simple gengivelse udviklet sig hen i retning af mindre stiliserede og meget varierede humørikoner - eksempelvis i form af animerede gif-billeder. De tegnbaserede og nyere grafik-baserede humørikoner anvendes til at udtrykke hvordan en tekstbesked - der nogen gange kan udelades - skal opfattes.

## Smiley
"Smiley" bliver ofte anvendt som en generisk term for enhver emoticon.
Smileys (☺/☻) er stiliserede fremstillinger af et (typisk gult) smilende ansigt. Nutidens smileys er gået over til at være animerede og mere detaljerede end de gamle simple smileys.
Den gule smiley tilskrives ofte franskmanden Franklin Loufrani, men stiliserede ansigter i tekst har været anvendt tidligere:
Johannes V. Jensen benyttede en sur og glad smiley i et brev dateret den 22. december 1900. Jan Ladislaides benyttede en glad smiley i 1635.
En tegnbaseret smiley forestiller et smilende ansigt, hvilket man ser ved at lægge hovedet på venstre skulder.

## Eksempler
:-) viser et glad ansigt, hvor kolonet er øjnene, bindestregen er næsen og den afsluttende parentes er en smilende mund. I slutningen af en sætning angiver det, at teksten er sjov eller at den omfatter noget dejligt fx som kommentar.
;-) betyder, at man skal se det morsomme i det.
:-( betyder, at det er surt eller på anden måde negativt.
:-P skal forestille en smiley som rækker tunge og kan betyde at en bemærkning er ment sarkastisk, eller at man ikke skal tage den alt for alvorligt.
Tit udelades "næsen" for hurtighedens skyld.
Andre smileyer:

 --'

| ;/     | B)       |
| ^^     | ( ͡° ͜ʖ ͡°) |
| :D     |          |
| >:)    |          |
| >:(    |          |
| :O     |          |
| Ü      |          |
| >.<    |          |
| T_T    |          |
| .___.' |          |
| -.-    |          |

| ^_^
| O.o
Eksempler:
| Smiley | Betydning         | Bemærkninger |
| :)     | Glad              | |
| :(     | Sur               | |
| :D     | Meget glad        | |
| :'(    | Grædende          | |
| :P     | Rækker tunge      | |
| o_O    | Forvirret         | |
| :/     | Forvirret         | |
| :S     | Forvirret         | |
| (^^)   | Meget glad        | |
| T___T  | Irriteret         | |
| *___*  | Overrasket        | |
| n____n | Glad              | |
| :-\|   | Forstummet        | |
| :=?    | Forundret         | |
| o.O    | Overrasket/undret | |
| <3     | Hjerte            | |
| :i     | Genert            | |
| xD     | Glæde eller ironi | xD er en mellemting mellem internetslangordet lol (laughing out loud) og en meget glad smiley (:D). xD-smileyen skal som de fleste smileyer ses fra siden; x'et er øjnene, og D'et er munden. |

Der er naturligvis mange mulige kombinationer og mange betydninger for de samme smileys, da de giver mulighed for en ret bred fortolkning.
Venstrehåndede vender nogle gange deres smileyer om, så man skal lægge hovedet på højre skulder for se det ansigt smileyen forestiller.
Det skal bemærkes at for vesterlændinge og asiater har visse emoticon forskelle.

## Ekstern henvisning
- Smileys på Curlie (som bygger videre på Open Directory Project)